# (869) Mellena
(869) Mellena – planetoida z pasa głównego asteroid okrążająca Słońce w ciągu 4 lat i 153 dni w średniej odległości 2,69 au. Została odkryta 9 maja 1917 roku w Hamburg-Bergedorf Observatory w Bergedorfie przez Richarda Schorra. Nazwa pochodzi od Wernera von Melle, burmistrza Hamburga, który założył Uniwersytet w Hamburgu (do którego należy Hamburg-Bergedorf Observatory). Przed nadaniem nazwy planetoida nosiła oznaczenie tymczasowe (869) 1917 BV.